# Liste der Monuments historiques in Oberhaslach
Die Liste der Monuments historiques in Oberhaslach führt die Monuments historiques in der französischen Gemeinde Oberhaslach auf.

## Liste der Bauwerke
| Bezeichnung                                    | Beschreibung                                                                                                 | Standort                      | Kennzeichnung | Schutzstatus | Datum | Bild           |
| ---------------------------------------------- | --- | ----------------------------- | ------------- | ------------ | ----- | -------------- |
| Burg Hohenstein                                | Ruine einer Höhenburg vom Anfang des 13. Jahrhunderts, 1338 zerstört                                         | nordwestlich des Ortes (Lage) | PA00084842    | Classé       | 1898  | weitere Bilder |
| Burg Nideck                                    | Ruine einer Höhenburg des 13. Jahrhunderts, 1636 durch Brand zerstört; Gedenktafel für Adelbert von Chamisso | nordwestlich des Ortes (Lage) | PA00084843    | Classé       | 1898  | weitere Bilder |
| Burg Groß-Ringelstein                          | Ruine einer Höhenburg aus der ersten Hälfte des 12. Jahrhunderts, 1470 zerstört                              | nördlich des Ortes (Lage)     | PA00084844    | Classé       | 1898  | weitere Bilder |
| Gallo-römische Befestigung auf dem Ringelsberg | vorgeschichtliche oder mittelalterliche Wallburg                                                             | nordwestlich des Ortes (Lage) | PA00084845    | Classé       | 1898  |                |

## Liste der Objekte
| Bezeichnung     | Beschreibung                                      | Standort                         | Kennzeichnung | Schutzstatus | Datum | Bild |
| --------------- | ------------------------------------------------- | -------------------------------- | ------------- | ------------ | ----- | ---- |
| 33 Votivgemälde | Ölfarbe auf Leinwand oder Karton, 19. Jahrhundert | in der Kapelle St-Florent (Lage) | PM67000963    | Classé       | 2004  |      |
| 37 Votivgemälde | Ölfarbe auf Leinwand oder Karton, ab 1790         | in der Kapelle St-Florent (Lage) | PM67001697    | Inscrit      | 2002  |      |